# Scuola austriaca

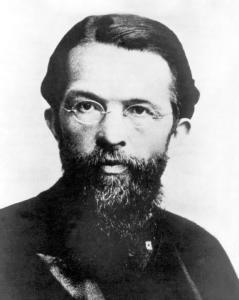
L'iniziatore della scuola Carl Menger (1840—1921)

La scuola austriaca di economia è una corrente di pensiero economico e sociologico fondata da Carl Menger all'Università di Vienna nella seconda metà dell'Ottocento in opposizione alla scuola storica tedesca.
Famosa per aver adottato come approccio l'individualismo metodologico, contribuì alla rivoluzione marginalistica in economia. Per la sua visione evoluzionistica della società rappresenta, insieme al contrattualismo, allo scetticismo e all'utilitarismo, uno dei quattro indirizzi di pensiero del liberalismo.
I principali esponenti della scuola austriaca sono stati, oltre a Carl Menger, Eugen von Böhm-Bawerk, Friedrich von Wieser, Ludwig von Mises e Friedrich von Hayek.

## Storia

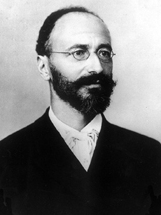
Eugen von Böhm-Bawerk (1851—1914)

Gli economisti classici avevano incentrato la loro analisi sul concetto di valore, derivato dalla quantità di lavoro necessaria a produrre i beni (valore lavoro).
Alla fine del diciannovesimo secolo il centro dell'analisi economica si spostò sui concetti di utilità marginale e costo marginale. La Scuola austriaca fu una delle tre scuole di pensiero economico da cui nacque la rivoluzione marginalista degli anni settanta di quel secolo, e diede il maggior contributo all'innovativo approccio soggettivista all'economia. Il libro del 1871 di Carl Menger, Principles of Economics, fu un catalizzatore per questa evoluzione. Mentre il marginalismo diventava sempre più influente, incominciò a crearsi intorno a Menger una scuola di pensiero (chiamata Scuola psicologica, Scuola di Vienna, o - come è maggiormente conosciuta oggi - Scuola austriaca), che ebbe un ruolo importante nel successivo sviluppo delle teorie economiche.
La scuola nacque a Vienna, anche se c'è da sottolineare che alcuni dei suoi aderenti, come Murray Rothbard, hanno tratto molti spunti dalla Scuola di Salamanca del XV secolo, che aveva sede nell'Università di Salamanca, e dai fisiocrati francesi del XVIII secolo.
Le teorie degli economisti austriaci si distinguono da quelle degli economisti classici in particolare per l'enfasi assegnata al sistema dei prezzi, su cui Ludwig von Mises e Friedrich von Hayek ritenevano fosse fondata la stessa esistenza di qualsiasi calcolo economico, che in mancanza di prezzi derivati dal libero scambio e garanzie per la proprietà privata è considerato impossibile.
Gli economisti austriaci furono i primi a criticare apertamente e duramente le teorie marxiste e la dottrina hegeliana. Il primo libro fondamentale della Scuola austriaca, ovvero Principles of Economics di Carl Menger, venne scritto quattro anni dopo il primo libro del Capitale di Karl Marx, mentre il secondo e il terzo libro seguirono rispettivamente di quattordici e di ventitré anni l'opera di Menger. Lo stesso Böhm-Bawerk scrisse negli anni ottanta e novanta del XIX secolo diverse critiche molto approfondite nei confronti del marxismo.
Una svolta all'interno della Scuola austriaca avvenne dopo l'avvento al potere in Germania di Adolf Hitler. Data l'impossibilità di convivenza con il Terzo Reich, molti economisti austriaci scapparono dall'Austria, paese-fulcro di tutta la scuola. La maggior parte degli economisti, tra cui Ludwig von Mises, si stabilirono negli Stati Uniti.

## Metodo

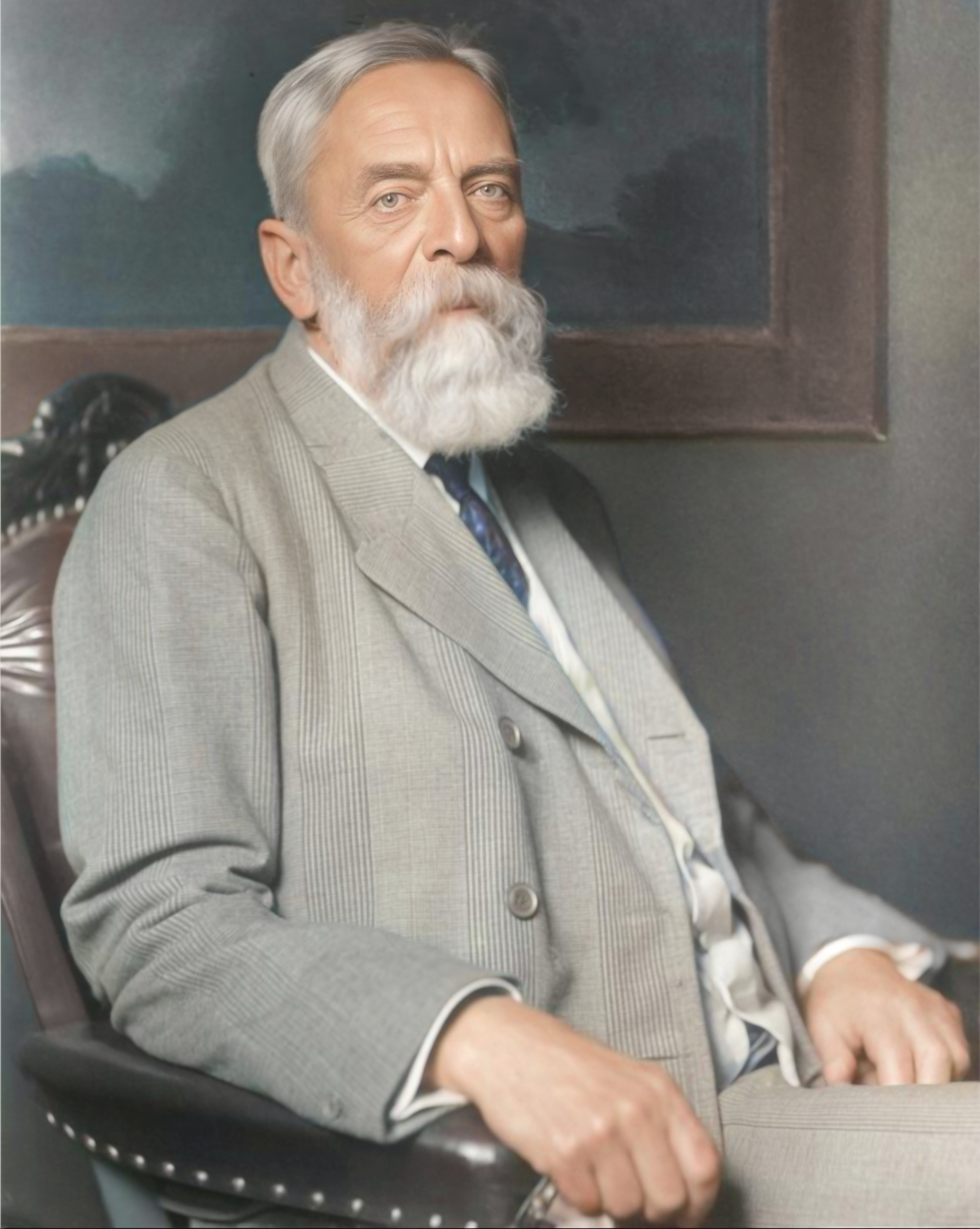
Friedrich von Wieser (1851—1926)

La scuola austriaca sostiene che l'unica teoria economica valida debba derivare logicamente dai principi basilari dell'azione umana. Oltre al suo approccio formale alla teoria, spesso chiamato prasseologia, la scuola ha sempre predicato un approccio interpretativo alla storia. Il metodo prasseologico permette di derivare le leggi dell'economia valide per ogni azione umana, mentre l'approccio interpretativo si occupa di singoli eventi storici.
L'approccio della scuola austriaca è razionalista (pur annoverando due anime, una kantiana e l'altra aristotelica) e si distingue sia dall'approccio platonico/positivista della moderna economia di scuola neoclassica ora dominante, sia dallo storicismo della scuola storica tedesca e degli istituzionalisti americani. Sebbene il metodo prasseologico sia assai diverso da quello attualmente usato dalla maggior parte degli economisti, esso è essenzialmente identico all'approccio tradizionalmente tenuto dagli economisti classici di scuola britannica, dai primi economisti continentali e dai tardo-scolastici. La metodologia austriaca è una netta contrapposizione alla scuola classica del pensiero economico, che si è sviluppata a partire dal XV secolo fino all'era moderna e che ha annoverato tra i propri sostenitori economisti del calibro di David Hume, Adam Smith, David Ricardo, Nassau Senior, John Elliot Cairnes; mentre raccoglie il lascito di grandi autori come, ad esempio, Richard Cantillon, Anne Robert Jacques Turgot, Jean-Baptiste Say e Frédéric Bastiat.
Il filone principale della scuola austriaca include Carl Menger, Eugen von Böhm-Bawerk, Ludwig von Mises, Friedrich von Hayek, Murray Rothbard, Ludwig Lachmann, Israel Kirzner, e in misura periferica Benjamin Anderson, Friedrich von Wieser, Gottfried Haberler, Fritz Machlup. L'elite contemporanea degli austriaci include: Walter Block, Peter Boettke, Thomas DiLorenzo, Roger Garrison, Hans-Hermann Hoppe, Jesús Huerta de Soto, Jörg Guido Hülsmann, Don Lavoie, Ralph Raico, George Reisman, Joseph Salerno.
Sebbene le sue tesi siano controverse e si chiamino in qualche modo fuori dal filone principale della teoria neoclassica (così come sono opposte a molte delle idee di J.M. Keynes), la scuola austriaca ha avuto una certa influenza, a causa della sua enfasi sulla fase creativa (ossia l'elemento 'tempo') della produttività economica e del suo interrogarsi sulle basi della teoria del comportamento connessa con l'economia neoclassica.
I teorici della scuola austriaca raccomandano di rendere minima l'influenza dei governi sull'economia, chiedono una forte protezione della proprietà privata e supportano in generale l'individualismo. Per questo motivo sono spesso citati a sostegno da gruppi liberisti "laissez-faire", "libertarian" e oggettivisti, sebbene economisti di scuola austriaca come Ludwig von Mises insistano sul fatto che la prasseologia deve prescindere dai valori: non rispondere cioè all'ipotetica domanda "è giusto adottare questa politica economica?", ma piuttosto alla domanda, a fondamento dell'eterogenesi dei fini, "se questa politica fosse realizzata, avrebbe gli effetti desiderati?"

## I due filoni della scuola austriaca

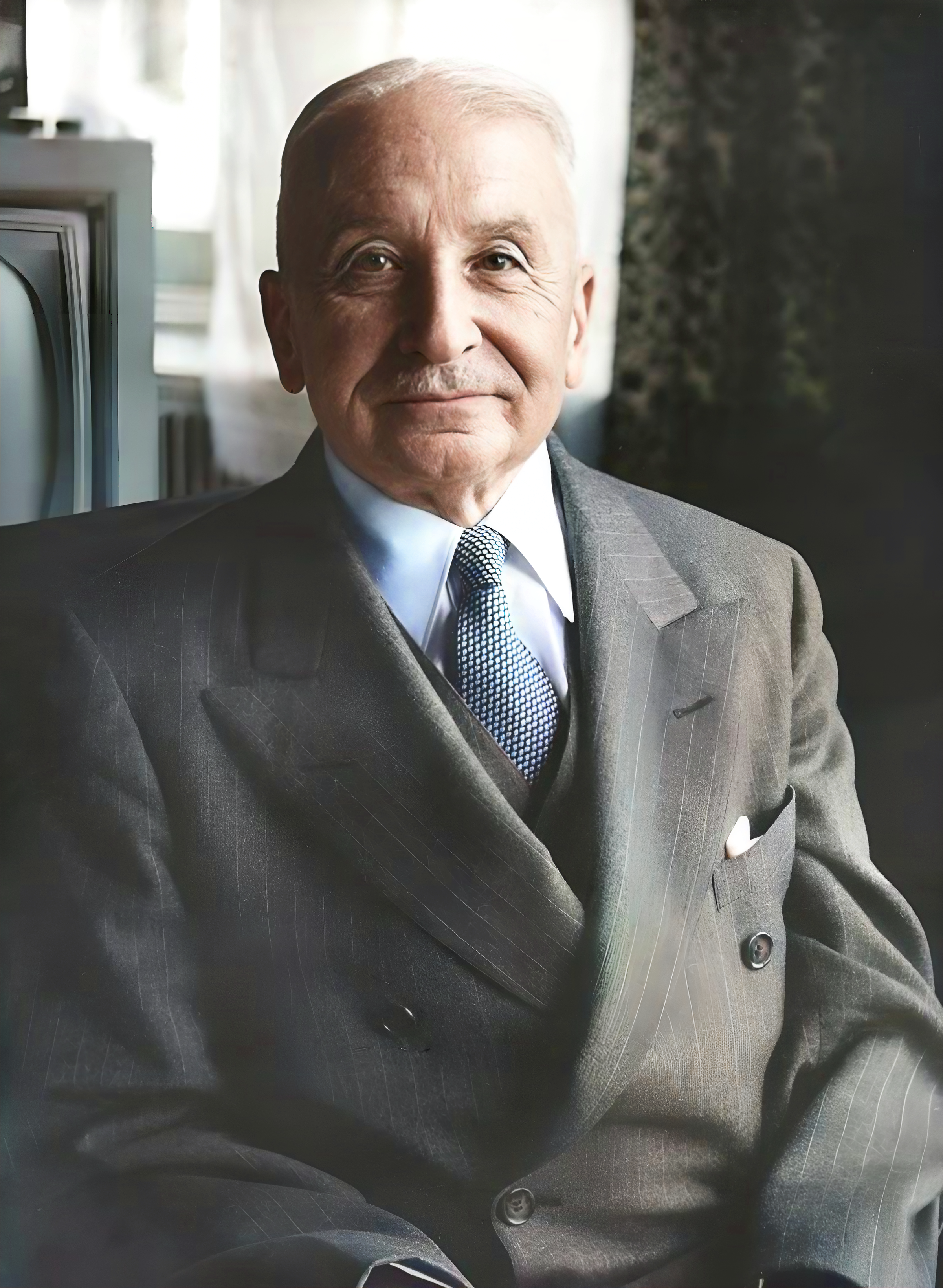
Ludwig von Mises (1881—1973)

Nel corso del tempo gli economisti austriaci si sono divisi in due gruppi.
Il primo gruppo, segue l'approccio iniziato da Friedrich von Hayek e manifesta una certa diffidenza nei confronti dei concetti neoclassici ma accetta un largo utilizzo dei suoi metodi (compresi i modelli matematici).
Il secondo gruppo segue l'approccio di Ludwig von Mises e Murray Rothbard e rifiuta le teorie neoclassiche del economia del benessere e del consumatore, sostiene l'inapplicabilità dei metodi statistici e matematici all'economia e afferma che la teoria economica nel suo complesso è andata fuori strada nel ventesimo secolo. Considerano l'approccio di Von Mises come un paradigma alternativo alla teoria economica dominante neoclassica.
Bryan Caplan ha scritto che 
Alan Greenspan, presidente della Federal Reserve per 18 anni, in merito alla Scuola austriaca nel 2000 disse: 

## Contributi
I contributi maggiori della Scuola austriaca in economia sono:
- La teoria della nascita e distribuzione dei prezzi.
- L'enfasi sulla natura conveniente di ogni scelta.
- Il rigetto dei fondamentali metodi matematici in economia. Questa teoria creò molto contrasto con i neoclassici.
- La critica di Eugen von Böhm-Bawerk nei confronti della Teoria marxiana del valore.
- La teoria del capitale di Eugen von Böhm-Bawerk, denominata anche Roundaboutness.
- La dimostrazione di Eugen von Böhm-Bawerk della legge dell'utilità marginale.
- L'enfasi sull'opportunity cost e la riconsiderazione dell'offerta come causa indipendente del valore.
- La teoria elaborata da Hayek e von Mises sul ciclo economico, denominata anche ciclo economico austriaco, la quale mette in evidenza l'espansione del credito dovuta alla politica monetaria e il ribasso dei tassi di interesse[6].
- Il concetto hayekiano di equilibrio intertemporale.
- La visione di Hayek e von Mises del prezzo come indice di scarsità.
- La teoria delle preferenze temporali.
- Il dibattito nato intorno alla teoria austriaca dell'impossibilità di calcolo economico in regime di socialismo.

## Economisti riconducibili alla Scuola austriaca
| - Benjamin Anderson - William L. Anderson - William Barnett II - Gérard Bramoullé - Walter Block - Peter Boettke - Eugen von Böhm-Bawerk - Gene Callahan - Tony Carilli - Jean-Pierre Centi - Enrico Colombatto - Christopher Coyne - Gregory Dempster - Thomas DiLorenzo - Richard Ebeling - Karel Engliš |  | - Frank Fetter - Jacques Garello - Roger Garrison - David Gordon - Gottfried Haberler - Friedrich von Hayek - Henry Hazlitt - Hans-Hermann Hoppe - Robert Higgs - Steven Horwitz - Jörg Guido Hülsmann - William Harold Hutt - Israel Kirzner - Ludwig Lachmann - Don Lavoie - Peter T. Leeson |  | - Henri Lepage - Peter Lewin - Ludwig von Mises - Margit von Mises - Oskar Morgenstern - Fritz Machlup - Carl Menger - Javier Milei - Robert P. Murphy - Frederick Nymeyer - Gerald O'Driscoll - Ernest C. Pasour - Ralph Raico - George Reisman - Kurt Richebächer - Mario Rizzo |  | - Lew Rockwell - Paul Rosenstein-Rodan - Murray Rothbard - Jacques Rueff - Joseph Salerno - Pascal Salin - Emil Sax - Hans Sennholz - Josef Síma - Mark Skousen - Jesús Huerta de Soto - Nicholas G. Tam - Mark Thornton - Richard von Strigl - Friedrich von Wieser |

### Economisti considerati dalla Scuola austriaca suoi precursori
- Frédéric Bastiat
- Richard Cantillon
- Étienne Bonnot de Condillac
- Jules Dupuit
- Jean-Baptiste Say
- Louis Say
- Anne Robert Jacques Turgot

### Economisti legati alla Scuola austriaca
- Henry Hazlitt (introdusse la Scuola austriaca negli USA)
- Lionel Robbins
- Wilhelm Röpke
- Joseph Schumpeter
- Knut Wicksell si dichiarò allievo di Eugen von Böhm-Bawerk[7][8]

## Opere fondamentali
- Principles of Economics di Carl Menger
- Capital and Interest di Eugen von Böhm-Bawerk
- Human Action di Ludwig von Mises
- Individualism and Economic Order di Friedrich von Hayek
- Man, Economy, and State di Murray Rothbard
- Competition and Entrepreneurship di Israel Kirzner